# Goðafoss
Der Goðafoss [ˈkɔːðaˌfɔsː] ist einer der bekanntesten Wasserfälle Islands.

## Lage am Skjálfandafljót
Er liegt auf dem Gebiet der Gemeinde Þingeyjarsveit im Nordosten des Landes nahe dem Anfang der Sprengisandur-Hochlandpiste in Sichtweite der Ringstraße. Östlich des Goðafoss liegt der Ort Laugar.
Das Wasser des Skjálfandafljót stürzt über einer Breite von 158 m, die von drei Felsen unterbrochen wird, etwa 11 m in einem weiten Bogen in die Tiefe.
Der Wasserfall wurde am 12. Juni 2020 vom isländischen Umweltminister Guðmundur Ingi Guðbrandsson unter Naturschutz gestellt.

## Namensgebung
Der Sage nach soll der Gode und Gesetzessprecher Þorgeir Ljósvetningagoði Þorkelsson um das Jahr 1000 n. Chr., nach der beschlossenen Übernahme des Christentums als Staatsreligion, die letzten heidnischen Götterbilder in den Goðafoss geworfen haben. Daher der Name (= Götterwasserfall). Ein Kirchenfensterbild in der Domkirche von Akureyri (Akureyrarkirkja) erinnert an diese Geschichte.

## Schiffe namensGoðafoss
Mehrere Schiffe der isländischen Reederei Eimskip trugen den Namen Goðafoss.
- →siehe: Liste von Schiffen mit dem Namen Goðafoss

## Bilder

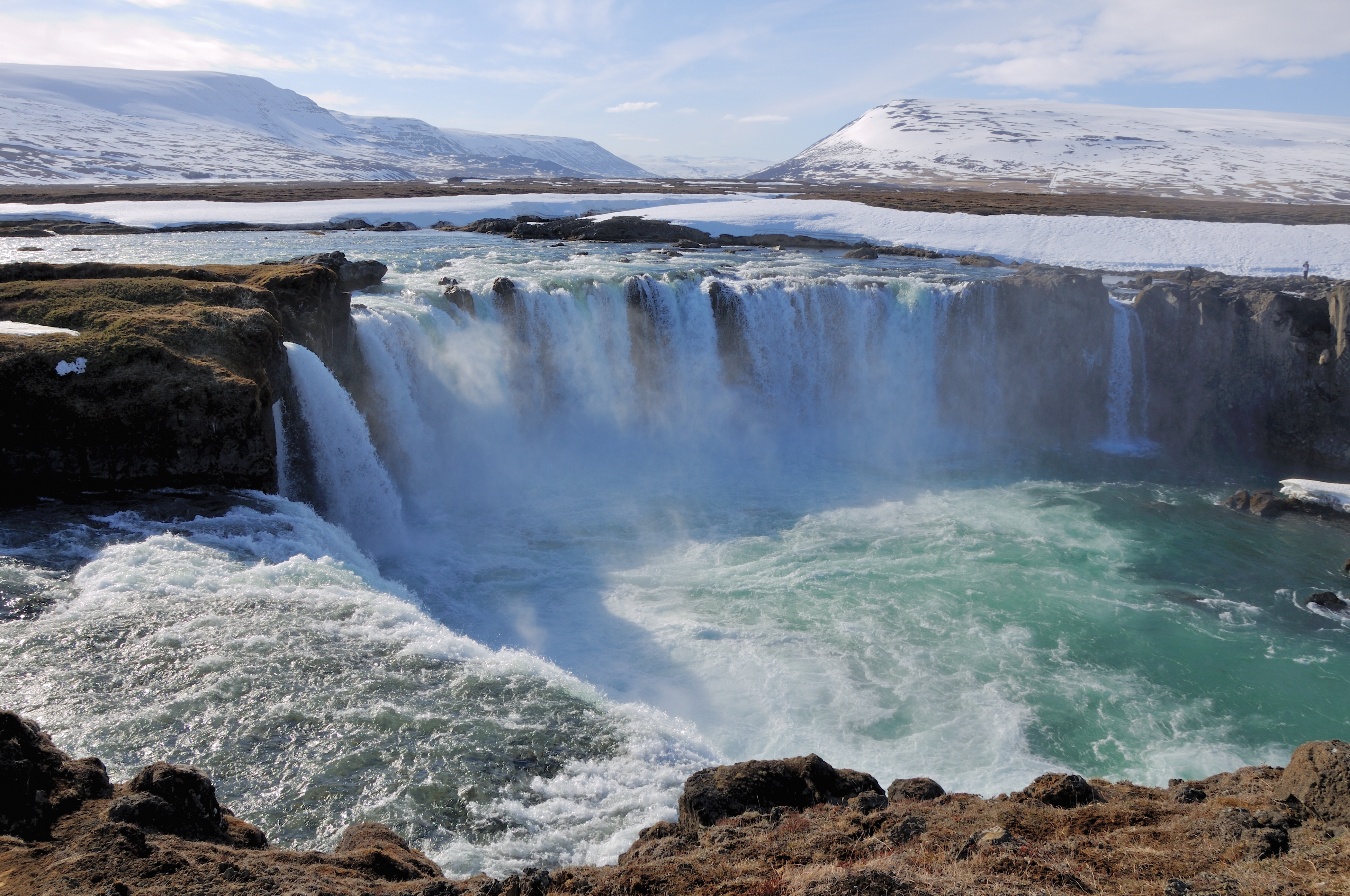
Goðafoss
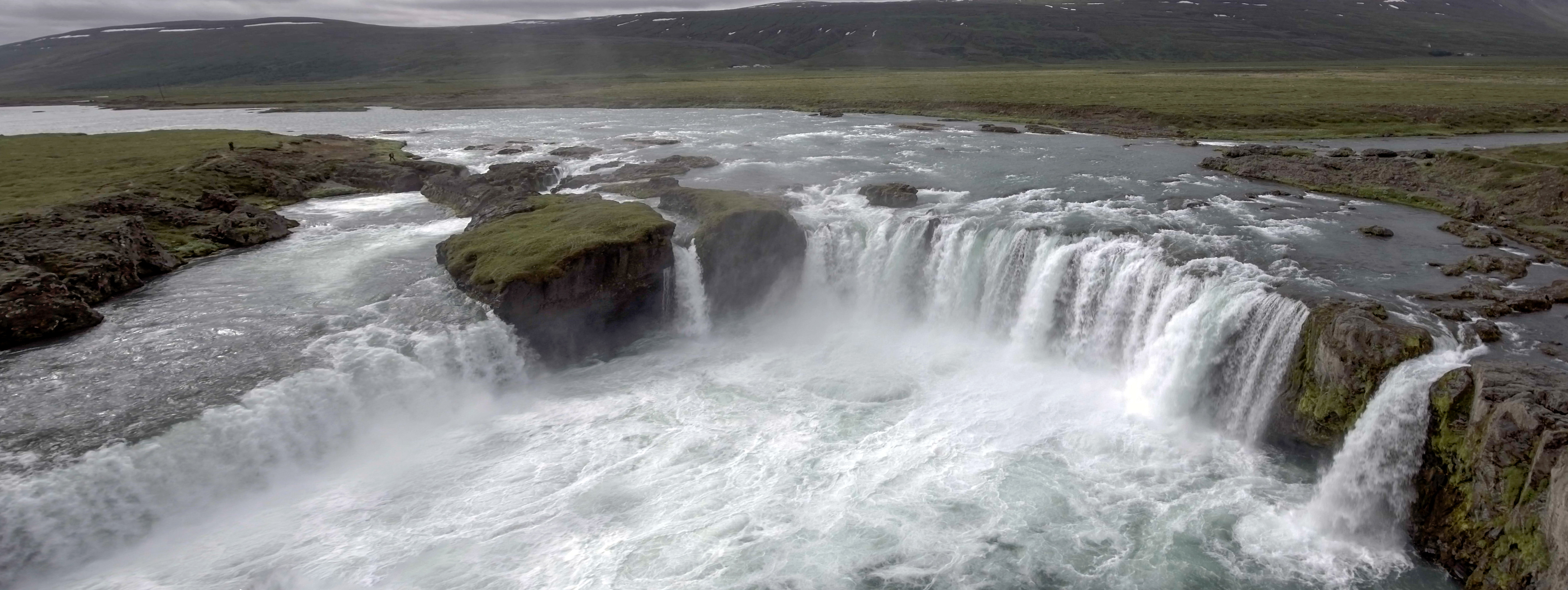
Goðafoss Luftaufnahme Juli 2016
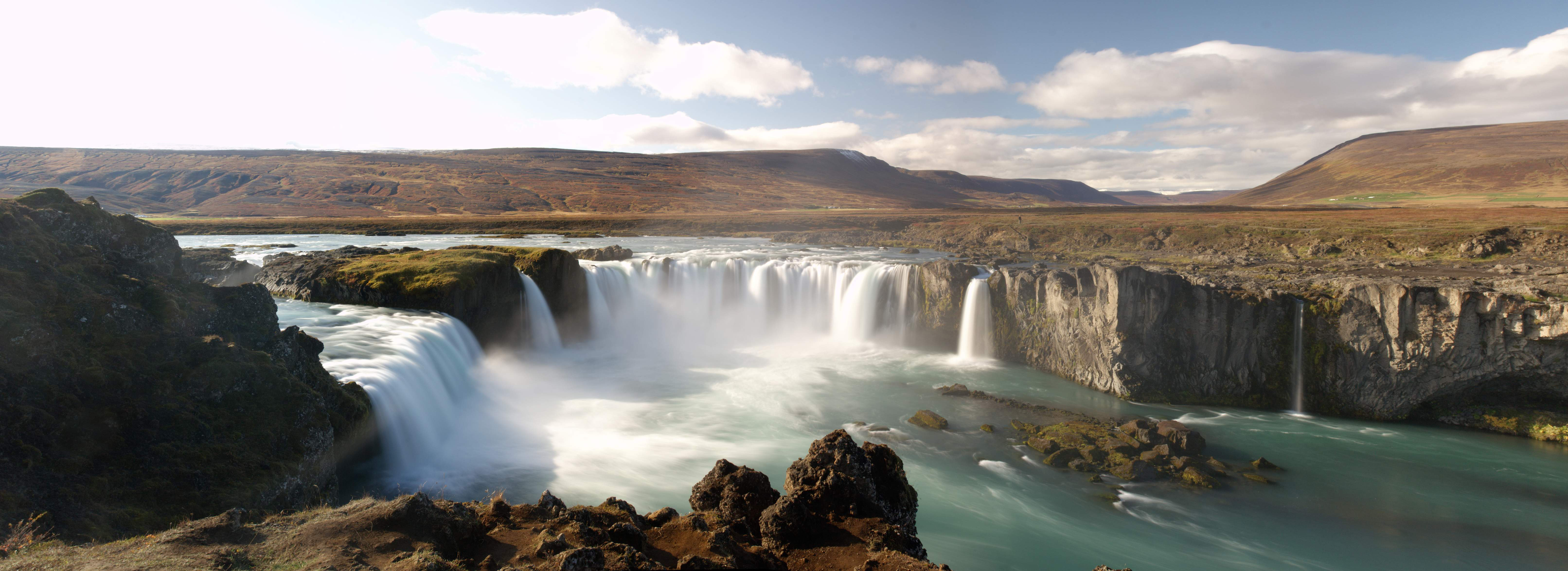
Panorama Goðafoss September 2009
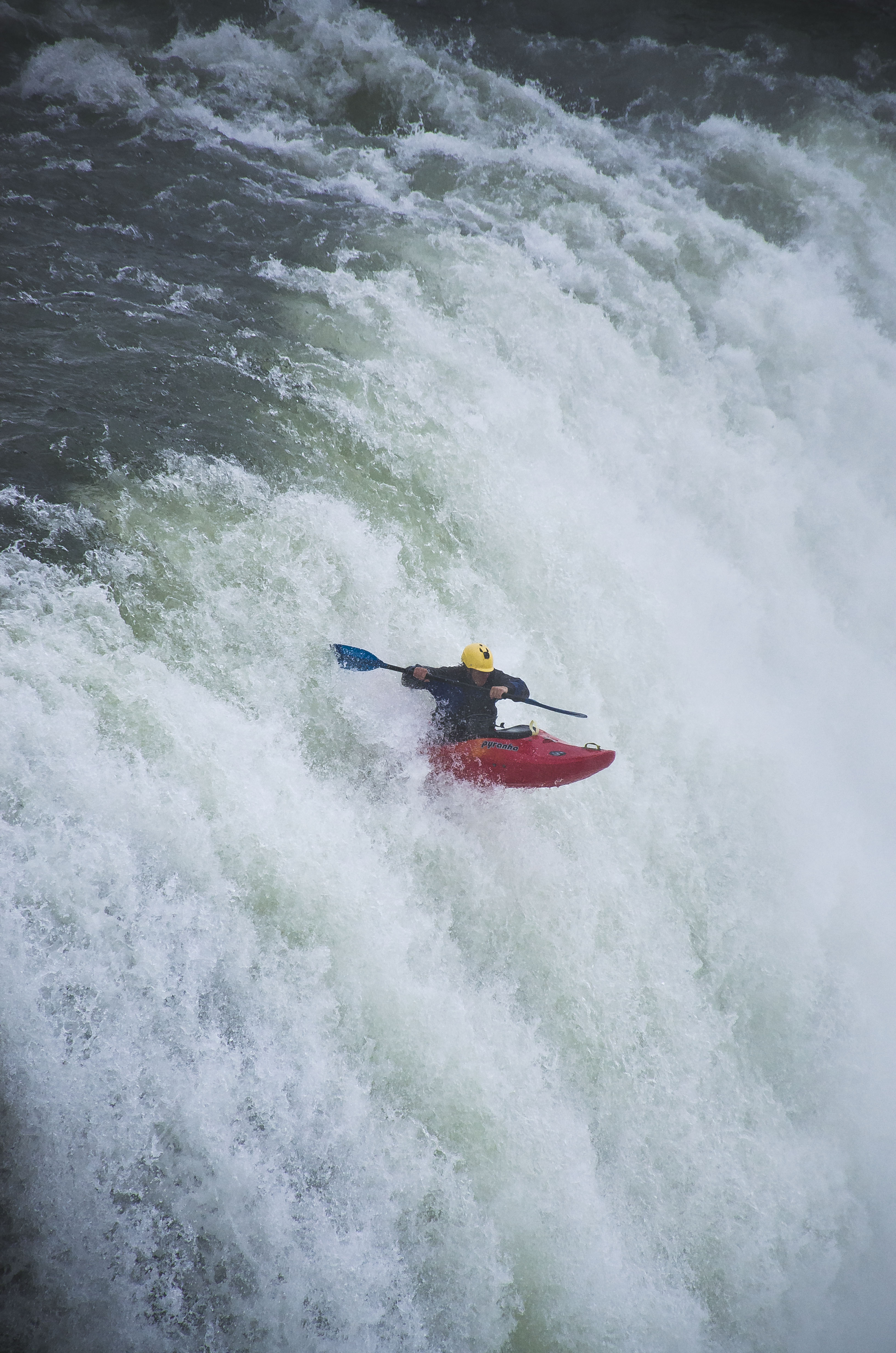
Kajakfahrer im Goðafoss
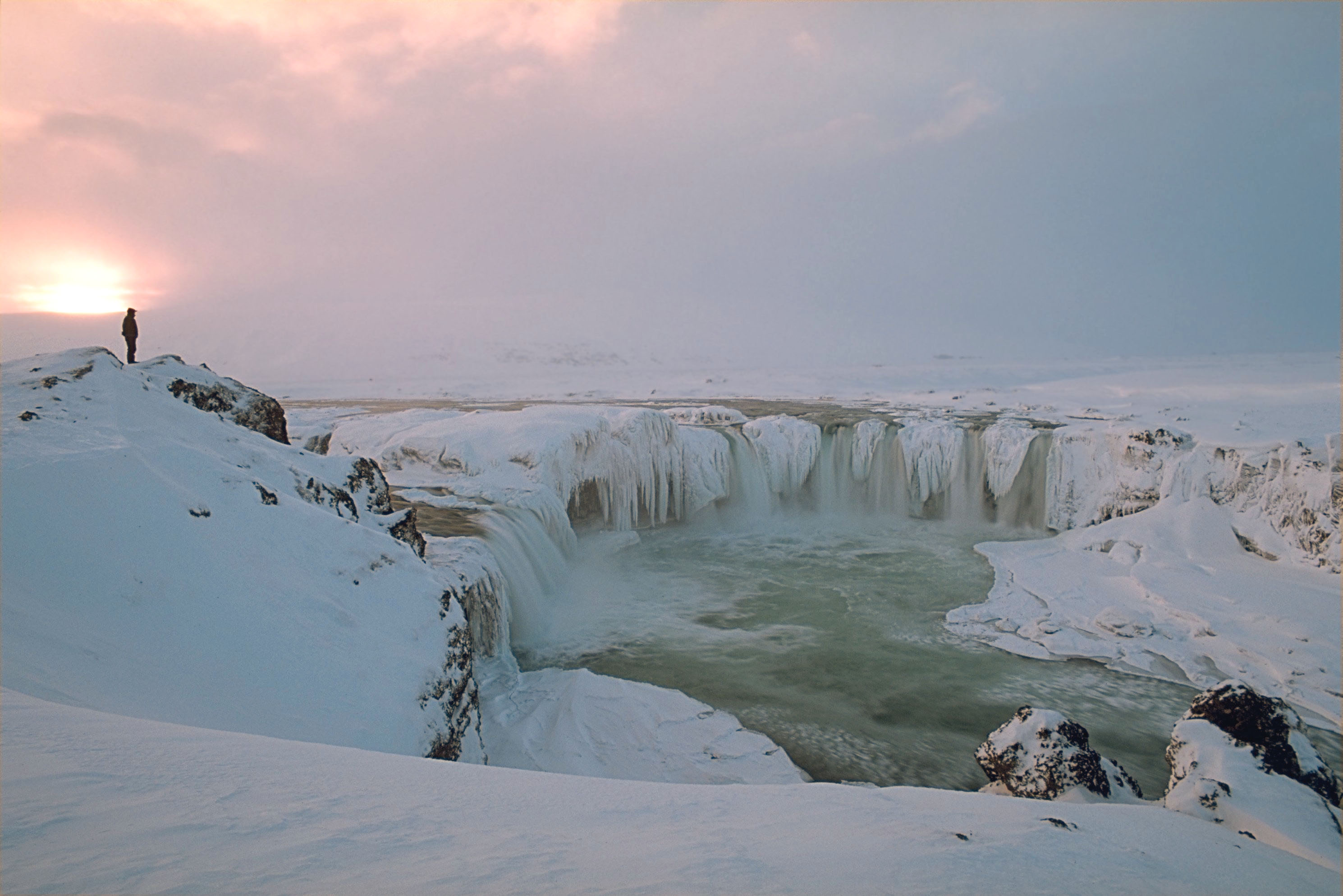
Goðafoss im Winter
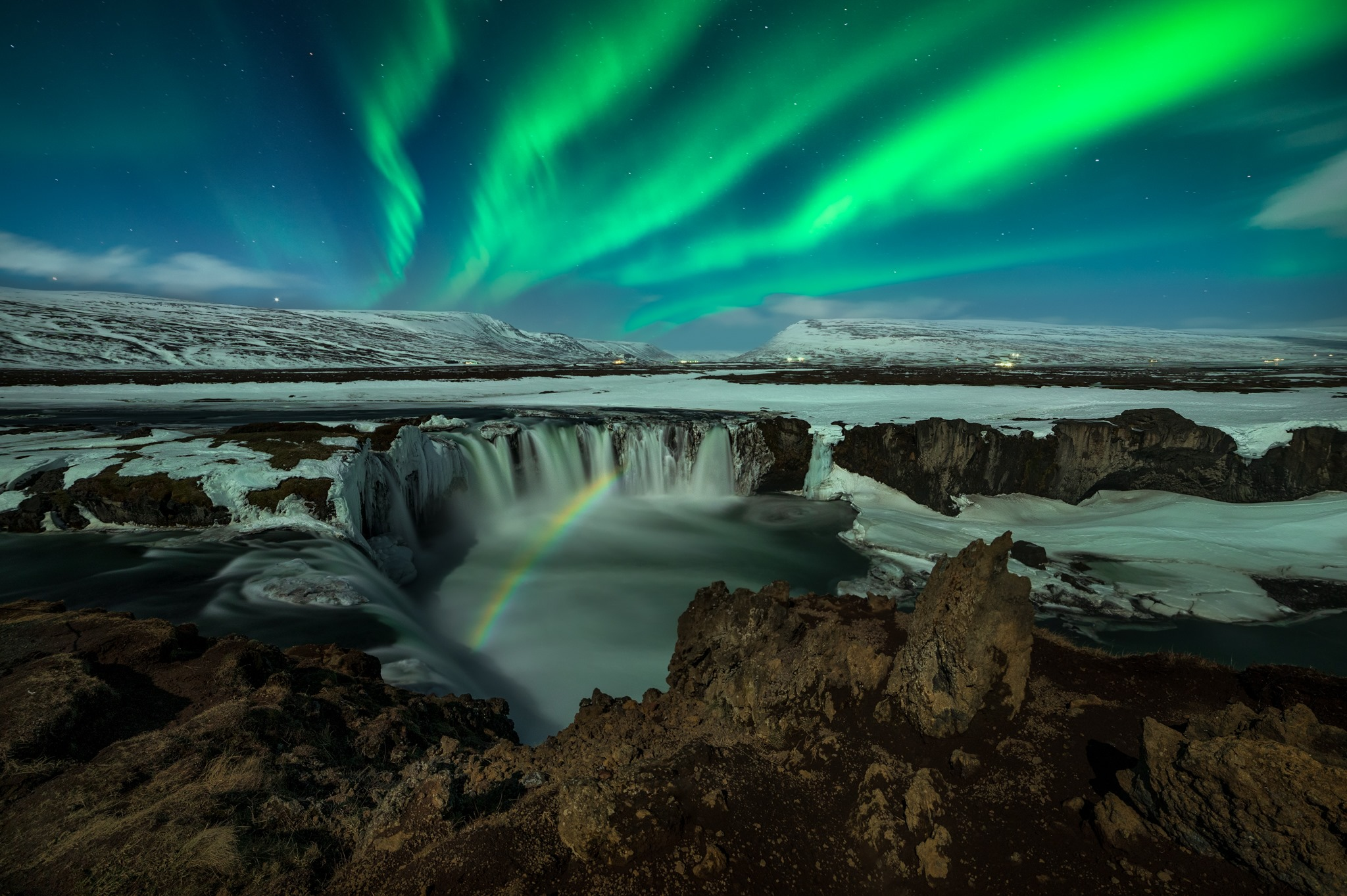
Goðafoss mit Polarlichtern und Mondregenbogen
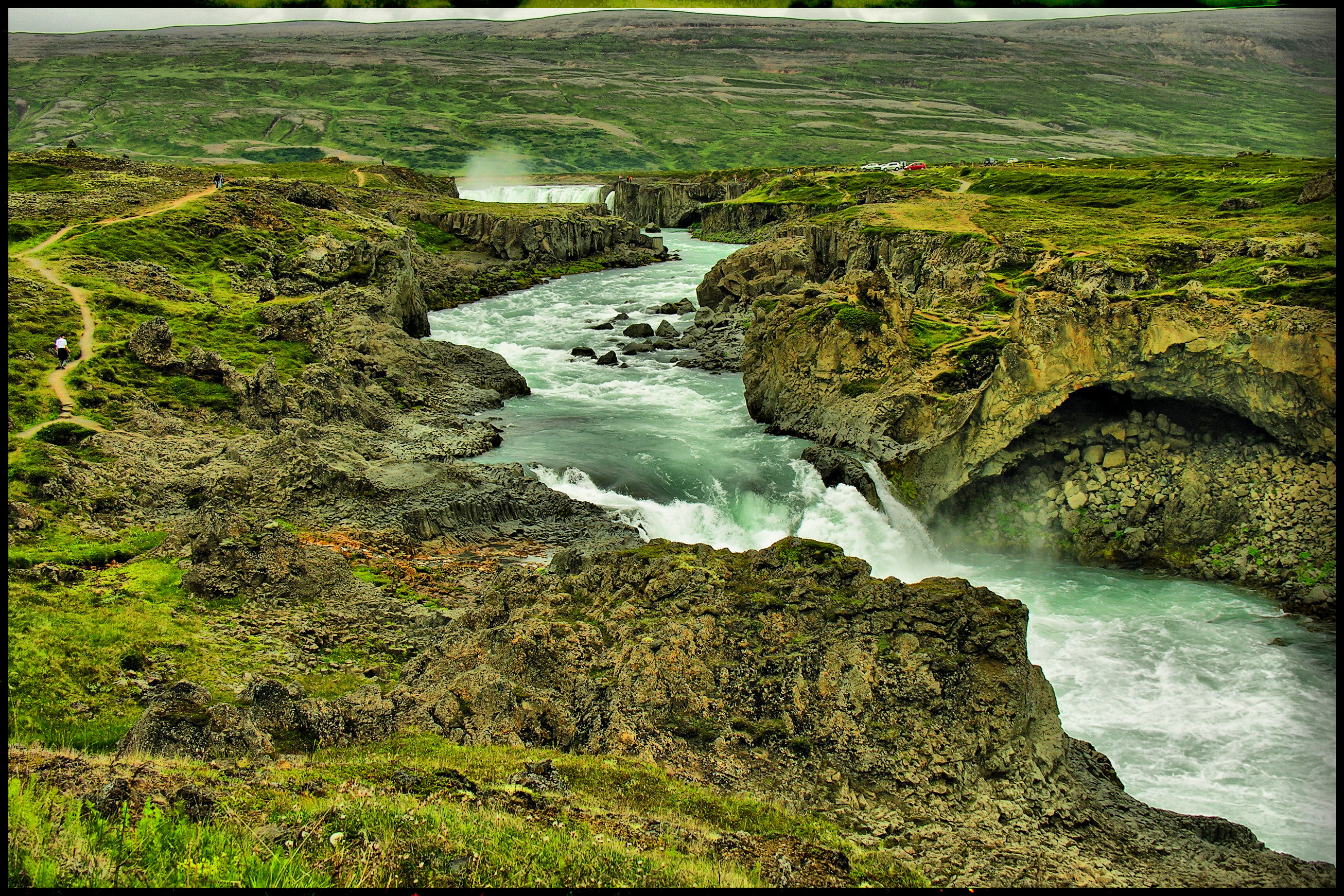
Flussverlauf mit Goðafoss Wasserfällen
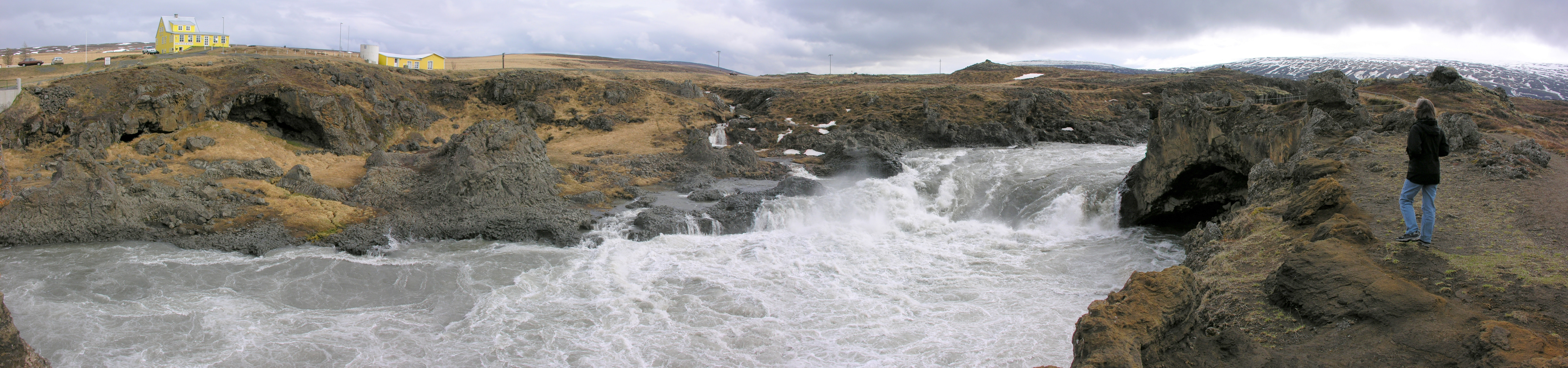
Panorama, unterer Wasserfall (Geitafoss)
Kirchenfenster in Akureyri, unten Darstellung des Goden Þorgeir und des Goðafoss
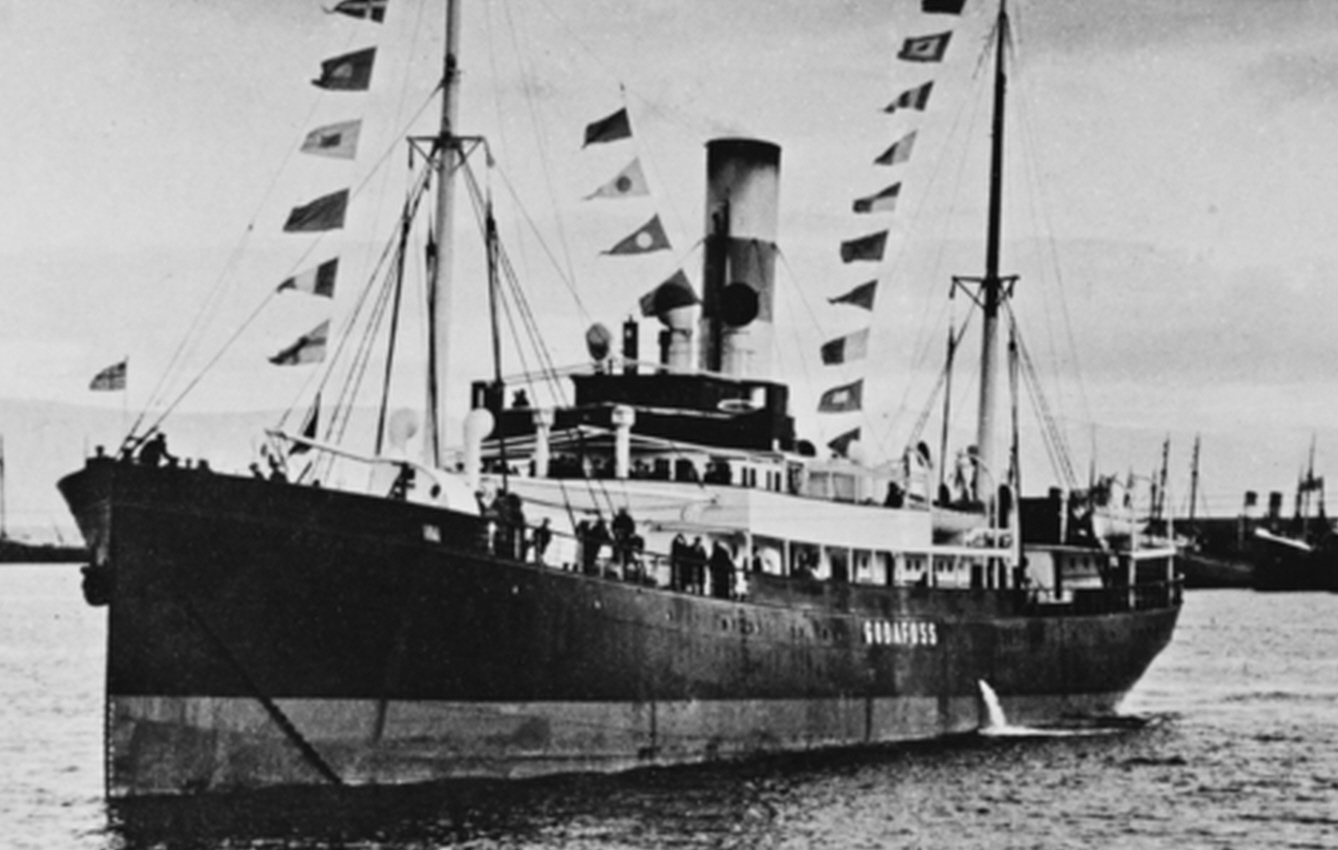
Dampfgetriebenes Fracht/Passagierschiff, Baujahr 1921, 1944 torpediert und gesunken